# 青年土耳其党人革命
青年土耳其党人革命（土耳其語：Jön Türk Devrimi）发生于1908年7月，由奥斯曼帝国立宪派团体青年土耳其党人发动，意在结束苏丹阿卜杜勒-哈米德二世的专制，复行1876年宪法。革命最早爆发于马其顿的奥斯曼帝国驻军，随后又爆發大規模军队叛乱和民众示威，這一系列暴動迫使苏丹妥协，在1908年7月24日宣布重新实行1876年宪法。革命结束后，奥斯曼帝国重建起多党制和两院制的西式民主政治，进入二次立宪时期。
次年，保守派发动的反政变在三三一事件中被粉碎，令苏丹阿卜杜勒-哈米德二世遭废黜，其弟即位成为穆罕默德五世苏丹。

## 背景
奥斯曼帝国在19世纪下半叶步入衰落，馬哈茂德二世和阿卜杜勒-迈吉德一世两代苏丹在1839年开启坦志麦特改革，建立现代化军队，改革银行系统和财政系统，改革民事及刑事法，设立现代大学，以现代工厂取代同业公会。国内亦兴起反对君主专制的新奥斯曼人思潮，主张君主立宪，制定宪法以维持帝国统治。1876年，新奥斯曼党拥立哈米特·埃芬迪亲王即位为阿卜杜勒-哈米德二世苏丹。新奥斯曼人成员参与编写1876年奥斯曼帝国宪法，并由阿卜杜勒-哈米德二世苏丹在1876年12月23日宣布实施，开启奥斯曼帝国历史的一次立宪期。然而，憲政下的議會運行了僅僅兩年就被苏丹封禁，宪法停止施行，第一次立宪运动宣告失败。
然而坦志麦特和一次立宪时期的社会改革深刻地影响了奥斯曼帝国的政治思潮，更为自由宽松的政治环境为随后的革命提供了土壤。阿卜杜勒-哈米德苏丹的政治圈子联系紧密而变化多端，在他恢复专制政权后，便只有极少数人能够参与奥斯曼帝国政治。为保护奥斯曼帝国的统治，现代化和西化的潮流越发流行。阿卜杜勒-哈米德二世的统治思路并不契合当时的这一潮流，因此在野的政治派系虽互有罅隙，但都一致反对苏丹的专制统治。反对派主要分为自由派和联合派两大派系。自由派主要由上层阶级组成，提倡更为宽松自由的政府形式，及对经济的较少干预；联合派由相对底层的阶级组成，主张世俗化的统治。尽管两大派别间拥有较大的文化分歧，但他们皆主张恢复1876年的短命宪法。1889年，立宪派人士组成联合进步委员会，这些主张推翻苏丹专制政权的革命者又被称为青年土耳其党人。

## 经过

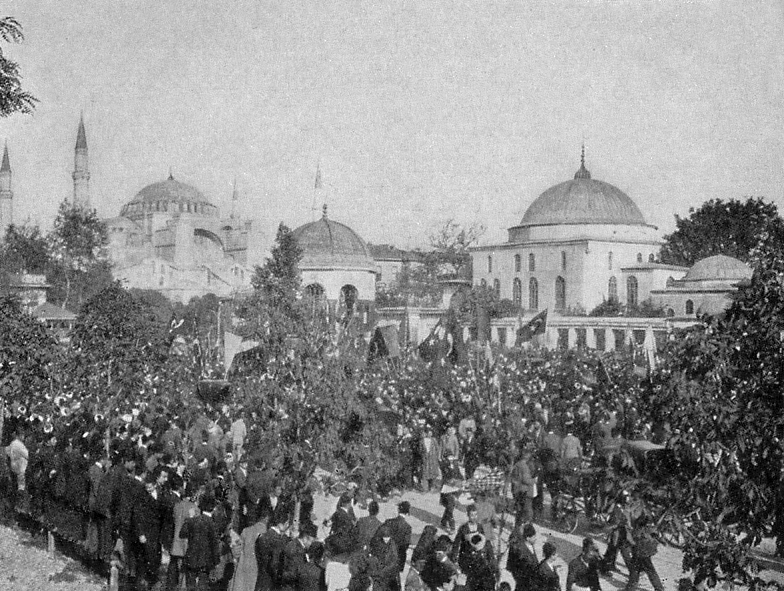
伊斯坦布尔的民众示威

1907年，位于马其顿地区的萨洛尼卡成为青年土耳其党人的活动中心，各地相继建立联合进步委员会支部，游说当地驻军的青年军官，并组建乡村游击武装。同年12月，包括艾哈迈德·勒扎（Ahmet Rıza）麾下的联合进步委员会、萨巴哈丁亲王（Sultanzade Sabahaddin）的个人主动和地方分权联盟、亚美尼亚革命联盟等革命组织代表在巴黎举行集会，决定以武装斗争等形式发动立宪革命。

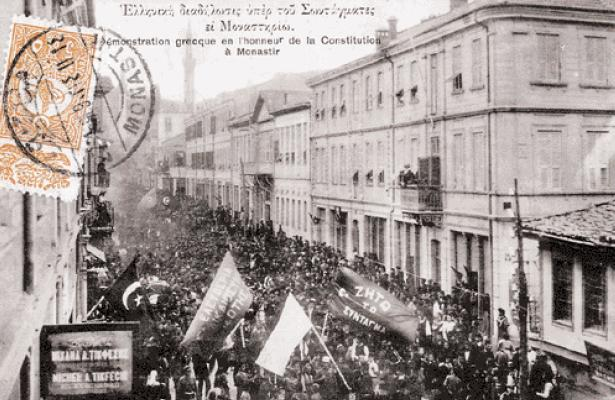
摩拿斯提的穆斯林起事

青年土耳其党人革命的主力是军官，因帝国国际地位日益低微，他们早已对专制当局怀有不满，从而投靠青年土耳其党。1908年6月，英国国王爱德华七世和俄国皇帝尼古拉二世在波罗的海港口列巴尔会见。两国的关系曾因既往的冲突及中亚大博弈而日渐紧张，但终于在1907年借由英俄条约划定了两国在波斯和阿富汗的势力范围。马其顿地区驻军怀疑1908年的英俄君主会面事关马其顿地区的瓜分问题，因而引起不安局面。军官保卫领土的诉求最终诱发了革命。1908年7月，革命最终爆发。
1908年7月3日，驻扎于雷斯内的尼亚齐贝伊（Ahmed Niyazi Bey）少校担心伊斯坦布尔的政治调查团发现其联合进步委员会成员的身份，决定率近200名部下出走山区，喊出“自由、平等、博爱”口号，宣布反对苏丹专制政权，主张恢复宪法。数日后，先前转入地下活动的军官恩维尔帕夏亦宣布叛变，进入山区组建革命游击队，随后革命迅速在马其顿驻军蔓延开来；7月20日，摩拿斯提（今北马其顿比托拉）的穆斯林居民起事。革命军的主力主要是穆斯林，以阿尔巴尼亚人为主。事实上，现今仍不知道青年土耳其党人是否制定了确切的革命时间，根据后来媒体对恩维尔帕夏的采访，他们本计划于8月发动革命，但尼亚齐的决定促使他们提早起事。23日，革命军攻入萨洛尼卡，通电苏丹，要求恢复宪法，否则将进军伊斯坦布尔。24日，苏丹被迫妥协，宣布恢复执行宪法，重开议会。

## 后续

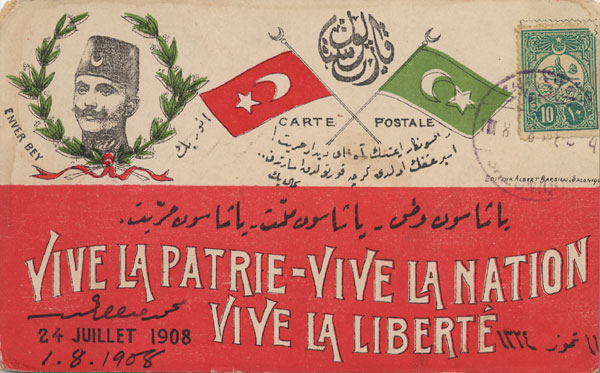
纪念革命胜利的明信片

革命结束后，奥斯曼帝国重建起多党制和两院制的西式民主政治，进入二次立宪时期。1908年11月至12月，帝国举行大选。12月17日，奥斯曼帝国参议院时隔30年再度开放，议员中更包含一次立宪时期的议员。1909年1月30日，众议院召开第一次会议，帝国的议会政治逐渐步入正轨。但是，新上台的青年土耳其党政府并非通晓政治的老手，其统治低效而混乱。1908年8月5日，自由派人物卡米尔帕夏上任大维齐尔，但他与联合进步委员会的冲突，导致他在次年2月14日下台。
但是，此刻的奥斯曼帝国仍处于严重的外部威胁当中。1908年10月，奥匈帝国兼并波斯尼亚，青年土耳其党政权威望受损。革命后，此前的专制苏丹阿卜杜勒-哈米德二世仍维持其苏丹之位。1909年4月12日晚至13日，爆发反青年土耳其党人的反革命政变，由忠于苏丹阿卜杜勒·哈米德二世的第一军团下级军人发起，他们与几间伊斯兰学校的神学家结盟，政变者亦包括萨巴哈丁亲王的自由党。他们在议会前集会示威，要求取缔联合进步委员会，并实施伊斯兰教法。阿卜杜勒-哈米德二世随即宣布撤换大维齐尔，并责令各地区恢复教法。随后，萨洛尼卡的联合派将领马哈茂德·塞夫凯特帕夏率两万余人的“行动军”平息政变，于4月23日抵达首都伊斯坦布尔，26日控制全城。4月27日，青年土耳其党人通过议会决定废黜苏丹阿卜杜勒-哈米德二世，另立其弟即位成为穆罕默德五世。
联合进步委员会掌权后，因内部主张的分歧而于1911年开始分裂。主张更趋向自由、分权的派系另组自由和谐党，而联合进步委员会的主张则更倾向泛突厥主义和中央集权。两派在1912年展开长达一年的政治对抗，在1912年奥斯曼帝国大选中，联合进步委员会以操控手段大获全胜，赢得275个众议院席位中的269个，引来自由派军官不满，他们发动政变掌握政权。1913年，联合进步委员会的首脑“三帕夏”（恩维尔帕夏、塔拉特帕夏、傑馬爾帕夏）发动突袭高门政变，又从自由派手中夺回政权。在此期间，奥斯曼帝国仍在和第一次巴尔干战争中挫败。“三帕夏”的亲德政策将奥斯曼帝国带入第一次世界大战，亦下令执行臭名昭著的亚美尼亚种族大屠杀。这一庞大帝国最终在战后崩塌解体。